# ميلا نورمي
ميلا إليزابيث سيرجانيمي (11 ديسمبر 1922 - 10 يناير 2008)، عرفت مهنيا باسم ميلا نورمي، ممثلة تلفزيونية وسينمائية فنلندية أمريكية.
اشهرت بتجسيدها شخصية "فامبيرا"، خلال فترة الخمسينات من القرن الماضي.

## روابط خارجية
- ميلا نورمي على موقع IMDb (الإنجليزية)
- ميلا نورمي على موقع ألو سيني (الفرنسية)
- ميلا نورمي على موقع أول موفي (الإنجليزية)
- ميلا نورمي على موقع قاعدة بيانات برودواي على الإنترنت (الإنجليزية)
- ميلا نورمي على موقع قاعدة بيانات برودواي على الإنترنت (الإنجليزية)
- ميلا نورمي على موقع قاعدة بيانات الأفلام السويدية (السويدية)
- ميلا نورمي على موقع ديسكوغز (الإنجليزية)
- ميلا نورمي على موقع قاعدة بيانات الفيلم (الإنجليزية)
- ميلا نورمي على موقع كينوبويسك (الروسية)
- 'Vampira' Maila Nurmi at the معهد الفيلم الأمريكي catalog
- "ميلا نورمي". فايند أغريف. اطلع عليه بتاريخ 2013-06-11.
- Vampira: The Movie official site
- Vampira and Me: 50-minute radio documentary